# Calder Cup
La Calder Cup è il più importante trofeo per squadre della American Hockey League, consegnato alla formazione vincitrice dei playoff. La coppa prende il proprio nome da Frank Calder, il primo presidente nella storia della National Hockey League. A ricordo del primo presidente esiste anche il Calder Memorial Trophy, premio della NHL consegnato al miglior rookie della stagione regolare.

## Storia
È il secondo trofeo professionistico di hockey su ghiaccio per età dopo la Stanley Cup della National Hockey League. La Stanley Cup fu consegnata per la prima volta nel 1893 al Montreal Hockey Club, squadra campione della lega dilettantistica canadese. La NHL acquisì il controllo esclusivo del trofeo solo a partire dai playoff del 1927, e da allora fu consegnata ogni anno ai vincitori dei playoff; l'unica eccezione è quella del 2005, quando non fu disputato il campionato a causa del lockout. Al contrario la Calder Cup viene consegnata ininterrottamente dalla AHL fin dalla sua prima edizione nel 1937, quando ad imporsi furono i Syracuse Stars.
La coppa è realizzata in argento sterling e mogano brasiliano. Ai piedi della coppa vi sono due basi quadrate concentriche con le placche commemorative delle ultime 20 squadre vincitrici della AHL. Sul livello superiore sono riportate otto formazioni, mentre al livello inferiore vi sono dodici placche. Ogni volta che viene aggiunta una placca quella più vecchia viene ritirata e si aggiunse alla collezione in esposizione presso l'Hockey Hall of Fame di Toronto.
La squadra ad aver vinto il maggior numero di trofei è quella degli Hershey Bears, capaci di vincere per 11 volte il titolo. Al secondo posto vi sono i Cleveland Barons con nove titoli; gli Springfield Indians/Kings sono al terzo posto con sette vittorie. Otto squadre sono riuscite nella storia a conquistare il titolo per due stagioni consecutive, mentre solo gli Springfield Indians nel periodo 1960-62 furono in grado di vincere tre Calder Cup consecutive.
In tre occasioni i club della AHL hanno conquistato il titolo nella stessa stagione nella quale le loro affiliate in NHL hanno vinto la Stanley Cup. Per due anni, nel 1976 e nel 1977, ai successi dei Montreal Canadiens seguirono quelli dei Nova Scotia Voyageurs, mentre nel 1995 vi riuscirono i New Jersey Devils e gli Albany River Rats.
A partire dalla stagione 1983-1984 viene consegnato anche un premio all'MVP dei playoff, il Jack A. Butterfield Trophy.

## Titoli AHL vinti per franchigie
| Franchigia            | Titoli | Anni                                                             |
| --------------------- | ------ | ---------------------------------------------------------------- |
| Hershey Bears         | 11     | 1947, 1958, 1959, 1969, 1974, 1980, 1988, 1997, 2006, 2009, 2010 |
| Cleveland Barons      | 9      | 1939, 1941, 1945, 1948, 1951, 1953, 1954, 1957, 1964             |
| Springfield Indians   | 7      | 1960, 1961, 1962, 1971, 1975, 1990, 1991                         |
| Rochester Americans   | 6      | 1965, 1966, 1968, 1983, 1987, 1996                               |
| Buffalo Bisons        | 5      | 1943, 1944, 1946, 1963, 1970                                     |
| Providence Reds       | 4      | 1938, 1940, 1949, 1956                                           |
| Adirondack R. Wings   | 4      | 1981, 1986, 1989, 1992                                           |
| Pittsburgh Hornets    | 3      | 1952, 1955, 1967                                                 |
| Nova Scotia Voyageurs | 3      | 1972, 1976, 1977                                                 |
| Maine Mariners        | 3      | 1978, 1979, 1984                                                 |
| Indianapolis Capitals | 2      | 1942, 1950                                                       |
| Phila. Phantoms       | 2      | 1998, 2005                                                       |
| Chicago Wolves        | 2      | 2002, 2008                                                       |
| G. Rapids Griffins    | 2      | 2013, 2017                                                       |
| Syracuse Stars        | 1      | 1937                                                             |
| Cincinnati Swords     | 1      | 1973                                                             |
| New Brunswick Hawks   | 1      | 1982                                                             |
| Sherbrooke Canadiens  | 1      | 1985                                                             |
| Cape Breton Oilers    | 1      | 1993                                                             |
| Portland Pirates      | 1      | 1994                                                             |
| Albany River Rats     | 1      | 1995                                                             |
| Providence Bruins     | 1      | 1999                                                             |
| Hartford Wolf Pack    | 1      | 2000                                                             |
| Saint John Flames     | 1      | 2001                                                             |
| Houston Aeros         | 1      | 2003                                                             |
| Milwaukee Admirals    | 1      | 2004                                                             |
| Hamilton Bulldogs     | 1      | 2007                                                             |
| Binghamton Sen.s      | 1      | 2011                                                             |
| Norfolk Admirals      | 1      | 2012                                                             |
| Texas Stars           | 1      | 2014                                                             |
| Manchester Monarchs   | 1      | 2015                                                             |
| Lake Erie Monsters    | 1      | 2016                                                             |
| Toronto Marlies       | 1      | 2018                                                             |
| Charlotte Checkers    | 1      | 2019                                                             |